# Shikioriori
Shikioriori (詩季織々 Bài thơ về các mùa hòa quyện) hay Si shi qingchun (tiếng Trung: 肆式青春, Tứ thức thanh xuân) là một phim hoạt hình điện ảnh Trung-Nhật do hãng phim CoMix Wave Films hợp tác với Haoliners Animation League sản xuất. Phim được trình chiếu trên hệ thống Netflix vào ngày 4 tháng 8 năm 2018 với tựa tiếng Anh Flavors of Youth (tạm dịch: Hương vị tuổi trẻ).

## Cốt truyện
Phim sẽ bao gồm ba mẫu truyện riêng biệt với bối cảnh đặt ở các vùng miền khác nhau của Trung Quốc là Hồ Nam, Quảng Châu và Thượng Hải. Lý Hào Lăng giữ vai trò tổng đạo diễn của phim.
- Bữa sáng trong ánh dương (陽だまりの朝食 Hidamari no Chousyoku?) do Khiếu Thú Dị Tiểu Tinh (Dịch Chấn Hưng) đạo diễn lấy chủ đề "ẩm thực".
- Một Fashion Show nhỏ (小さなファッションショー Chiisana Fashion Show?) do Takeuchi Yoshitaka đạo diễn lấy chủ đề "trang phục".
- Tình yêu Thượng Hải (上海恋 Shanghai Koi?) do Lý Hào Lăng đạo diễn lấy chủ đề "nơi ở".